# 도쿠가와 이에마사
도쿠가와 이에마사(徳川家正)는 일본의 외교관, 정치인이다. 도쿠가와 종가 제17대 당주. 아버지는 도쿠가와 이에사토 공작이며 어머니는 히로코(泰子, 고노에가 당주 고노에 다다후사의 장녀)이다.